# Svart myrstekel
Svart myrstekel (Myrmosa atra) är en stekelart som beskrevs av Georg Wolfgang Franz Panzer 1801. Svart myrstekel ingår i släktet myrsteklar, och familjen fuskmyror. Arten är reproducerande i Sverige.